# 谢伟才
谢伟才（1940年—2020年5月28日），中华人民共和国特型演员。为中国人民解放军大将粟裕的特型演员，在多部电影电视剧中扮演粟裕，深受好评。

## 生平
在成为演员之前，谢伟才为中国人民解放军士兵，朝鲜战争期间，谢伟才曾随志愿军京剧团前往朝鲜前线慰问演出。回国后，谢伟才调入山东省京剧团，后又转至山东省话剧团。在这一时期，因为谢伟才出生情况较为暧昧（其父为国民党少校军官），一直不太顺利。1987年，通过在电影《大决战》中对粟裕的成功表现而一举成名。1989年，谢伟才在电影《大决战》中成功塑造粟裕。因为形神皆似，从此成为扮演粟裕的特型演员。之后又陆续在《大进军》、《英雄孟良崮》、《红日》等电影电视剧中扮演粟裕。

## 电影
- 1989年 《大决战》 饰演 粟裕
- 1999年 《大进军》 饰演 粟裕

## 电视剧
- 1987年 《古城情恨》 饰演 粟裕
- 1991年 《江南风云》 饰演 粟裕 《七战七捷》 饰演 粟裕
- 1993年 《豫东之战》 饰演 粟裕
- 1995年 《苏北决战》 饰演 粟裕 《英雄孟良崮》 饰演 粟裕
- 1998年 《济南战役》 饰演 粟裕
- 2002年 《龙票》 《人大主任》
- 2003年 《新四军》 饰演 粟裕
- 2007年 《红日》 饰演 粟裕
- 2008年 《一代大商孟洛川》 饰演 李士朋